# قرصعنة حقلية

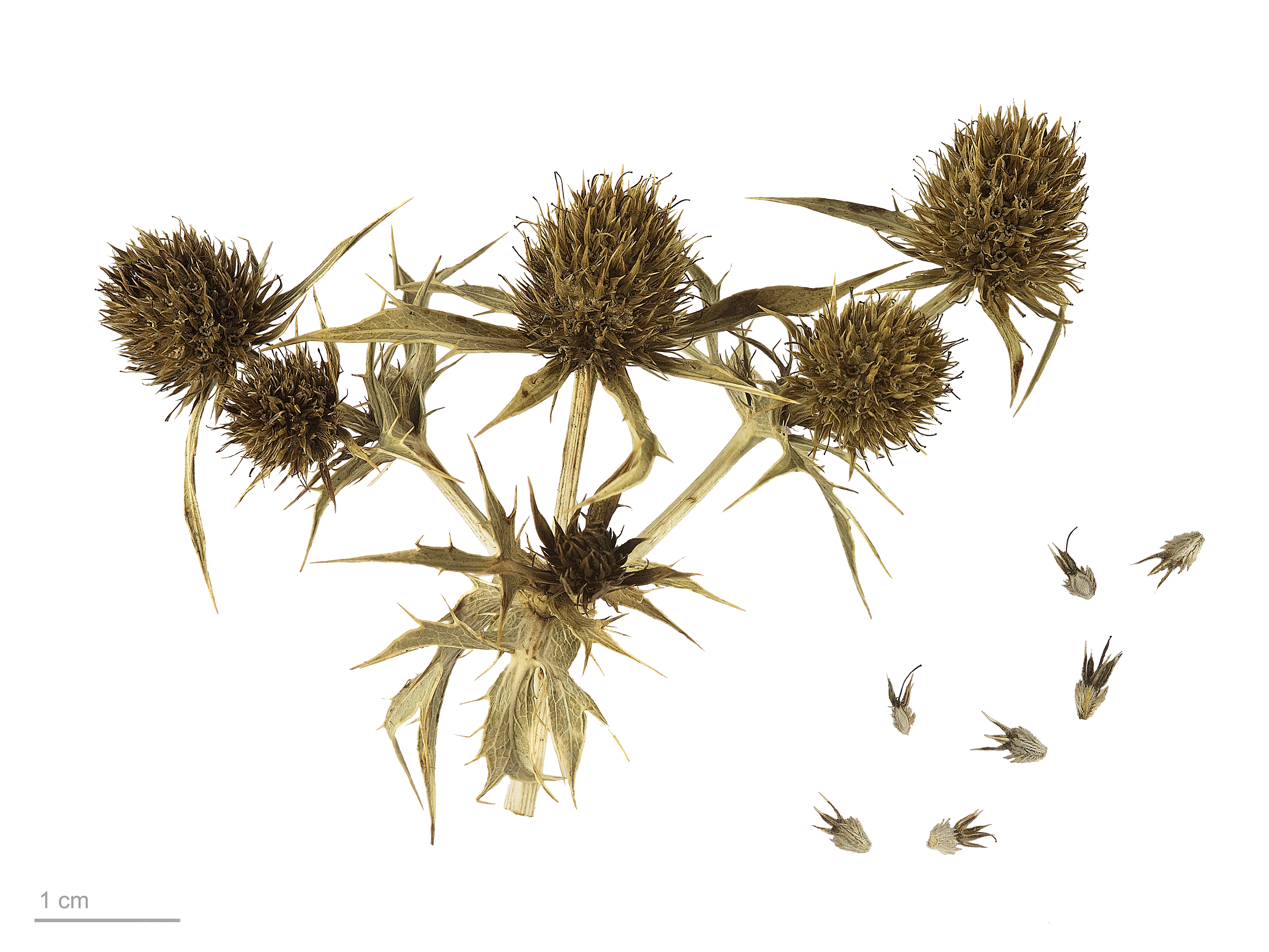
Eryngium campestre

القرصنعنه أو القِرصَعنة الحقلية  أو شوكة يهودية أو شوكة زرقاء أو قرصعنة زرقاء أو درافل أو شويكة ابراهيم أو عشربا نوع نباتي عشبي يتبع جنس القِرصَعنة من الفصيلة الشفوية. موطنه الأصلي وسط وجنوب أوروبا.

## الموئل والانتشار
تنتشر في مناطق الوطن العربي المتوسطية وتركيا والقوقاز وكل مناطق أوروبا من اليونان والبلقان إلى إسبانيا والبرتغال وشمالاً من بريطانيا إلى روسيا.

## الوصف النباتي
النبات معمر ذو أشواك.